# Lindsay Pearce
Pour les articles homonymes, voir Pearce.
Lyndsay Pearce (née en 1991 à Modesto en Californie) est une actrice et une chanteuse américaine. Découverte via l'industrie de la musique et du spectacle, Lindsay, qui participe depuis 13 ans à des spectacles amateurs, était sourde lors des 6 premiers mois de sa vie. Elle travaille dur pour se faire accepter en tant qu'artiste. Elle a obtenu un rôle pour deux épisodes dans Glee aux côtés de ses partenaires dans The Glee Project : Damian J. McGinty, Alex Newell et Samuel Larsen.